# Rohizne, Bilopillea
Rohizne (în ucraineană Рогізне) este un sat în comuna Iskrîskivșciîna din raionul Bilopillea, regiunea Sumî, Ucraina.

## Demografie
Componența lingvistică a localității Rohizne
     Ucraineană (88,89%)
     Rusă (11,11%)
Conform recensământului din 2001, majoritatea populației localității Rohizne era vorbitoare de ucraineană (88,89%), existând în minoritate și vorbitori de rusă (11,11%).